# Landesverband der Israelitischen Kultusgemeinden in Bayern
Der  Landesverband der Israelitischen Kultusgemeinden in Bayern K.d.ö.R ist ein Zusammenschluss von jüdischen Gemeinden in Bayern. Das Verhältnis zwischen dem Freistaat Bayern und dem Landesverband jüdischer Gemeinden wurde in einem Staatsvertrag geregelt. Der Vertrag zwischen Bayern und dem Landesverband wurde am 14. August 1997 unterzeichnet und am 24. Oktober 2008 erneuert. Demnach ist der Landesverband Ansprechpartner der bayerischen Staatsregierung für jüdische Belange.
Der Verband ist Mitglied im Zentralrat der Juden in Deutschland und umfasst die jüdischen Gemeinden von Amberg, Bamberg, Bayreuth, Hof, Nürnberg, Weiden, Schwaben-Augsburg, Erlangen, Fürth, Regensburg, Straubing und Würzburg/Unterfranken. Dem Landesverband gehören jüdische Gemeinden aus sechs der sieben Regierungsbezirke Bayerns an. Die Gemeinden in Oberbayern gehören dagegen der Israelitischen Kultusgemeinde München und Oberbayern an, die einen eigenen Landesverband im Zentralrat der Juden bildet.
Der Landesverband ist mit 8615 Mitgliedern der viertgrößte in Deutschland (Stand: Herbst 2020). Sein Präsident ist Josef Schuster.

## Geschichte
Vorläufer des Landesverbandes der Israelitischen Kultusgemeinden in Bayern war der von 1920 bis 1938 bestehende Verband Bayerischer Israelitischer Gemeinden.
Der Landesverband der Israelitischen Kultusgemeinden in Bayern wurde am 12. Januar 1947 gegründet, wobei dieser am 11. August 1947 die Körperschaftsrechte erhielt. Am 14. August 1997 wurde zwischen dem Freistaat Bayern und dem Landesverband der Israelitischen Kultusgemeinden in Bayern ein Staatsvertrag unterzeichnet. In dem Vertragstext heißt es: „Der Staatsvertrag schafft eine dauerhafte rechtliche Grundlage, wie sie vergleichbar auch zwischen dem Freistaat Bayern und den beiden großen christlichen Kirchen besteht.“ Der Staatsvertrag wurde am 17. Dezember 1997 durch einen Beschluss des Bayerischen Landtages bestätigt.
Aufgrund des Staatsvertrags erhält der Landesverband einen Pauschalzuschuss zur Erhaltung und Pflege des gemeinsamen deutsch-jüdischen Kulturerbes und zur Aufrechterhaltung jüdischen Gemeindelebens. Im Hinblick auf den Anstieg der Mitgliederzahlen der Kultusgemeinden und der dadurch bedingten Mehraufwendungen wurde der Staatsvertrag durch Vertrag vom 9. April 2003 geändert. Durch Vertrag vom 24. Oktober 2008 erfolgte eine weitere Anpassung unter Berücksichtigung der aufgrund der geänderten Alters- und Sozialstruktur der jüdischen Gemeinden gestiegenen Anforderungen sowie der gewünschten Intensivierung des interkulturellen Austausches. Die Staatsleistungen betrugen im Jahr 1997 2.115.000 DM und 3.700.000 DM im Jahr 1998. Inzwischen ist der Zuschuss auf 5.750.000 € im Jahr 2011 und (geplant) 6.250.000 € im Jahr 2012 gestiegen.